# Yo compro esta mujer
Yo compro esta mujer fue una telenovela argentina que se transmitió por Canal 13.
Protagonizada por Gabriela Gili y Sebastián Vilar. Contó con las actuaciones antagónicas de Alba Mujica, Pedro Aleandro y Cristina Murta.

## Sinopsis
La historia de Alejandro Aldama (Sebastián Vilar) que regresa a Buenos Aires en 1830 dispuesto a vengar la muerte de su padre, otrora un hombre rico y poderoso, envidiado y destruido por la clase acomodada y confinado a una cárcel donde termina sus días.
Alejandro enfrenta a su primer enemigo Don Mariano Montes de Oca (Pedro Aleandro) y le obliga a que acepte casar a su hija Ana Cristina (Gabriela Gili) con él. Pronto el amor confundirá sus deseos de venganza pero no la acallarán de ningún modo.
La casona que habitan en San Telmo guarda en su sótano y pasadizos secretos  grandes misterios uno de ellos es la figura de una extraña mujer que ronda la casa durante las noches, también por comunicarse uno de ellos con el puerto se favorece el contrabando que beneficia a los opulentos cuyo negocio quiere terminar el vengativo Alejandro, cosa que le traerá problemas que incluso amenazarán su vida.
La pareja deberá sortear muchas intrigas urididas por la perversa Matilde (Alba Mujica) tía de la joven y principal mentora de los sufrimientos y la desgracia acontecida al padre de Alejandro. Este irá destruyendo a quienes considera sus enemigos uno a uno pero le serán reveladas verdades que  variarán su opinión hacia su suegro y amada a quién pretende odiar sin conseguirlo.
Ana Cristina quedará embarazada y eso mellará en la dureza del carácter del hombre pero  su vida y la de su hijo estarán amenazadas pasarán muchas circunstancias dolorosas antes de lograr su felicidad en la convulsionada época pre rosista.

## Elenco
- Gabriela Gili - Ana Cristina Montes de Oca
- Sebastián Vilar - Alejandro Aldama / Alejandro San Martín Montes de Oca
- Alba Mujica - Doña Matilde Montes de Oca
- Pedro Aleandro - Don Mariano Montes de Oca
- Golde Flami - Inés de Aldama
- Luis Barrón - Conde Gregorio Dubois
- Cristina Murta - Úrsula
- Eva Franco - Caridad
- María Maristani - Martha
- Alfredo Noli - Simón
- Omar Aranda - Ricardo
- Luis Politti - Ladislao Portela
- Lelia Guerra - Iris
- Ricardo Bouzas - Humberto Álvarez
- María Esther Leguizamón - Dalmira
- Alfonso Stella - Bonifacio Escobedo
- Adolfo Duncan - Rosendo

## Equipo técnico
- Historia original: Olga Ruilópez
- Adaptación: Alma Bressan
- Vestuario de época: Bergara Leumann
- Peinados de época: Roley
- Escenografía: Seijas
- Iluminación: José V. Barcia
- Dirección: Pedro Pablo Bilán
- Producción: Jacinto Pérez Heredia
- Tema: Yo compré su amor
- Intérpetre: Willy Martins

## Versiones
- Yo compro esa mujer, telenovela realizada en el año de 1960 y protagonizada por Maribella García y Braulio Castillo.
- Yo compro esa mujer, telenovela realizada por la cadena Venevisión en el año de 1965 y protagonizada por Peggy Walker y Manolo Coego.
- Eu compro esta mulher, realizada en 1966 y protagonizada por Yoná Magalhães y Carlos Alberto.
- Carolina, realizada por RCTV en 1976 y protagonizada por Mayra Alejandra y José Luis Rodríguez.
- Yo compro esa mujer, telenovela realizada por Televisa en 1990 y protagonizada por Leticia Calderón y Eduardo Yáñez.
- Corazón salvaje, telenovela realizada por Televisa en 2009 y protagonizada por Aracely Arámbula y Eduardo Yáñez.